# Ernie Maresca
Ernie Maresca, född Ernest Peter Maresca den 21 augusti 1938 i Bronx i New York, död 8 juli 2015 i Pompano Beach, Florida, var en amerikansk låtskrivare och sångare. Maresca blev främst känd för att han skrev och samskrev flera av sångaren Dions stora hitsinglar under tidigt 1960-tal, bland dem "Runaround Sue", "The Wanderer", "Lovers Who Wander" och "Donna the Prima Donna". Som sångare blev han ett one-hit wonder 1962 med sin egenkomponerade låt "Shout! Shout! (Knock Yourself Out)" som blev en hit både i USA och Europa. Han skrev även mindre hitsinglar för Reparata and the Delrons och Jimmie Rodgers. Senare arbetade han som anställd på Laurie Records och som konsult för bolag som gav ut bolagets gamla inspelningar.